# Nomada monozana
Nomada monozana är en biart som beskrevs av Heinrich Friese 1920. Nomada monozana ingår i släktet gökbin, och familjen långtungebin. Inga underarter finns listade i Catalogue of Life.